# Lecidea ahlesii
Lecidea ahlesii är en lavart som först beskrevs av Gustav Wilhelm Körber och fick sitt nu gällande namn av William Nylander. 
Lecidea ahlesii ingår i släktet Lecidea och familjen Lecideaceae.   Inga underarter finns listade i Catalogue of Life.